# Spitsstelig kristalkopje
Het spijkerkristalkopje (Didymium bahiense) is een slijmzwam behorend tot de familie Didymiaceae. Het komt voor op loofhout.

## Kenmerken

### Uiterlijke kenmerken
Het plasmodium is bruin en in gesteeld stadium wit. 

### Microscopische kenmerken
De sporen zijn in bulk donkerbruin, met doorvallend licht, bruin tot donker lilagrijs, hebben wratjes en groepjes grotere wratjes en meten (9-) 10-12 (-14,5) mu. De capillitia zijn overvloedig aanwezig, dichotoom vertakt, zo nu en dan tevens met dwarsverbindingen, donker- of lichtbruin met lichtere uiteinden en kleine, donkere zwellingen.

## Verspreiding
In Nederland komt het matig algemeen voor. Het staat niet op de rode lijst en is niet bedreigd.

## Foto's

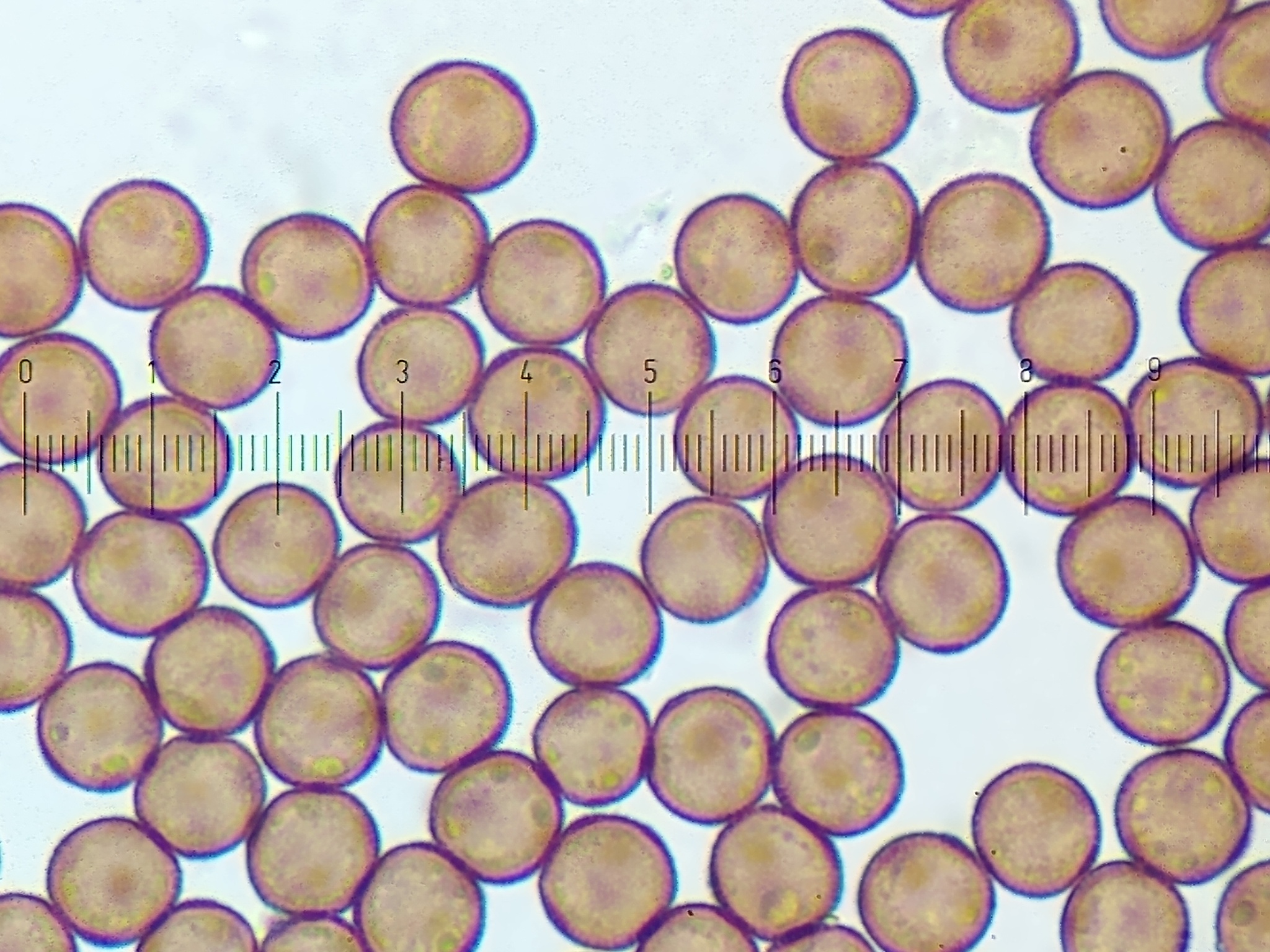
Sporen
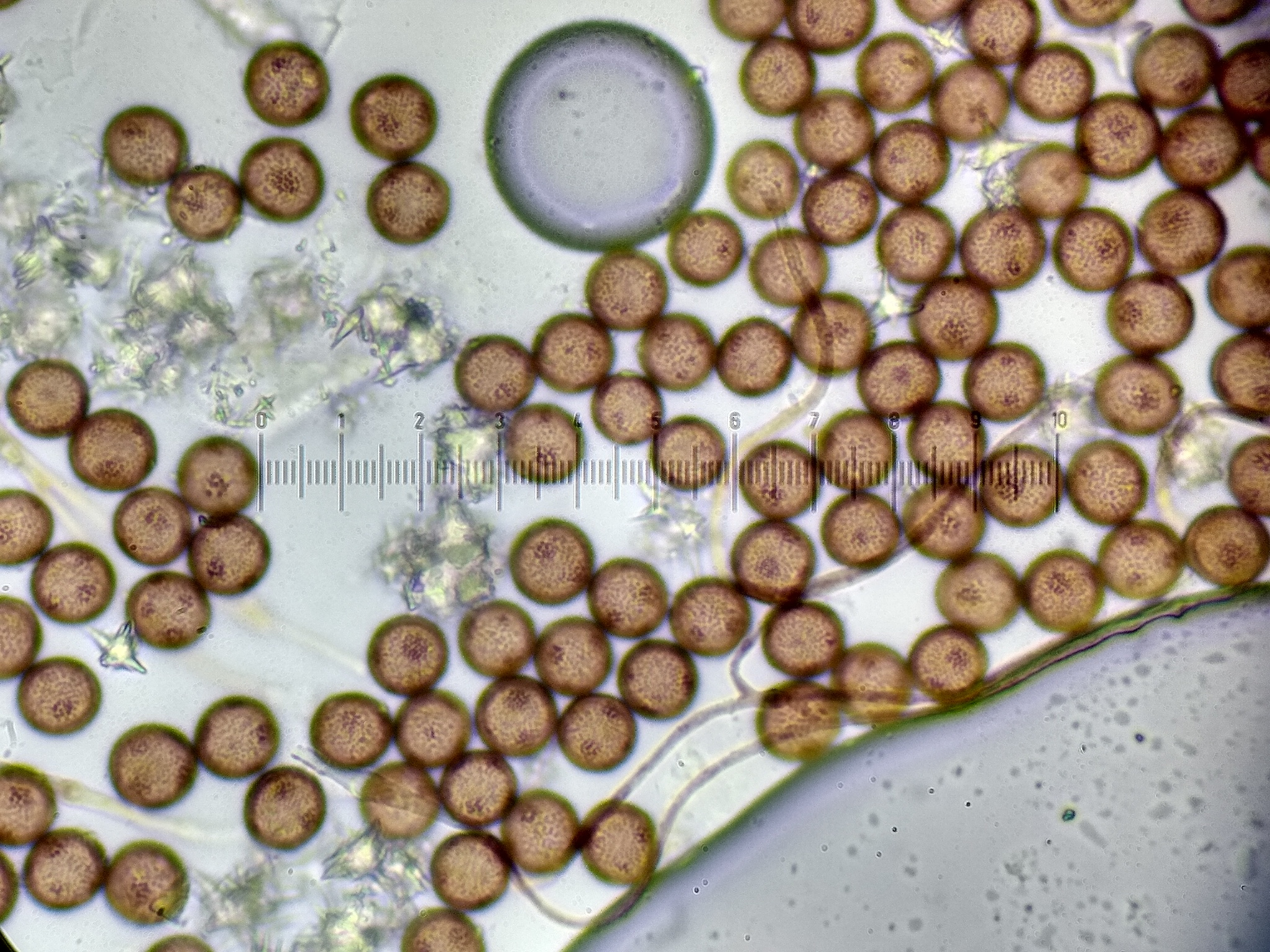
Sporen met luchtbel en enkele capillitia